# Mother 3
Mother 3 – japońska komputerowa gra fabularna wydana przez Nintendo w 2006 roku na konsoli Game Boy Advance.